# Nasko
Nasko har använts som smeknamn på såväl Falköping som Mariefred. 
Mariefred har även kallats Manasko. Dessa alternativnamn är numera föga brukade, men lever vidare i Falköping där föreningar och företag fortfarande använder namnet. När det gäller Falköping kommer namnet Nasko från knallarnas ("nasare") språk, månsing.